# Аляскинский ботанический сад
Аля́скинский ботани́ческий сад (англ. Alaska Botanical Garden) расположен в Анкоридже, штат Аляска (США). Занимает 44,5 га. Образован в 1993 году.
На территории ботанического сада, в основном, располагаются еловые и берёзовые леса. В настоящее время на территории сада произрастают 1100 видов сосудистых растений, 150 из которых являются эндемиками Аляски.
Имеется альпинарий с более чем 350 видами альпийских растений.
Имеется экологическая тропа протяжённостью около 1,8 км.
Вегетационный период в районе Анкориджа составляет около 120 дней. Дата первого безморозного дня может варьироваться в широких пределах — с конца апреля до конца мая, а первые осенние заморозки могут начаться в любой день с конца августа до середины сентября. «Типичный» вегетационный период длится с середины мая до середины сентября.